# Kellyton

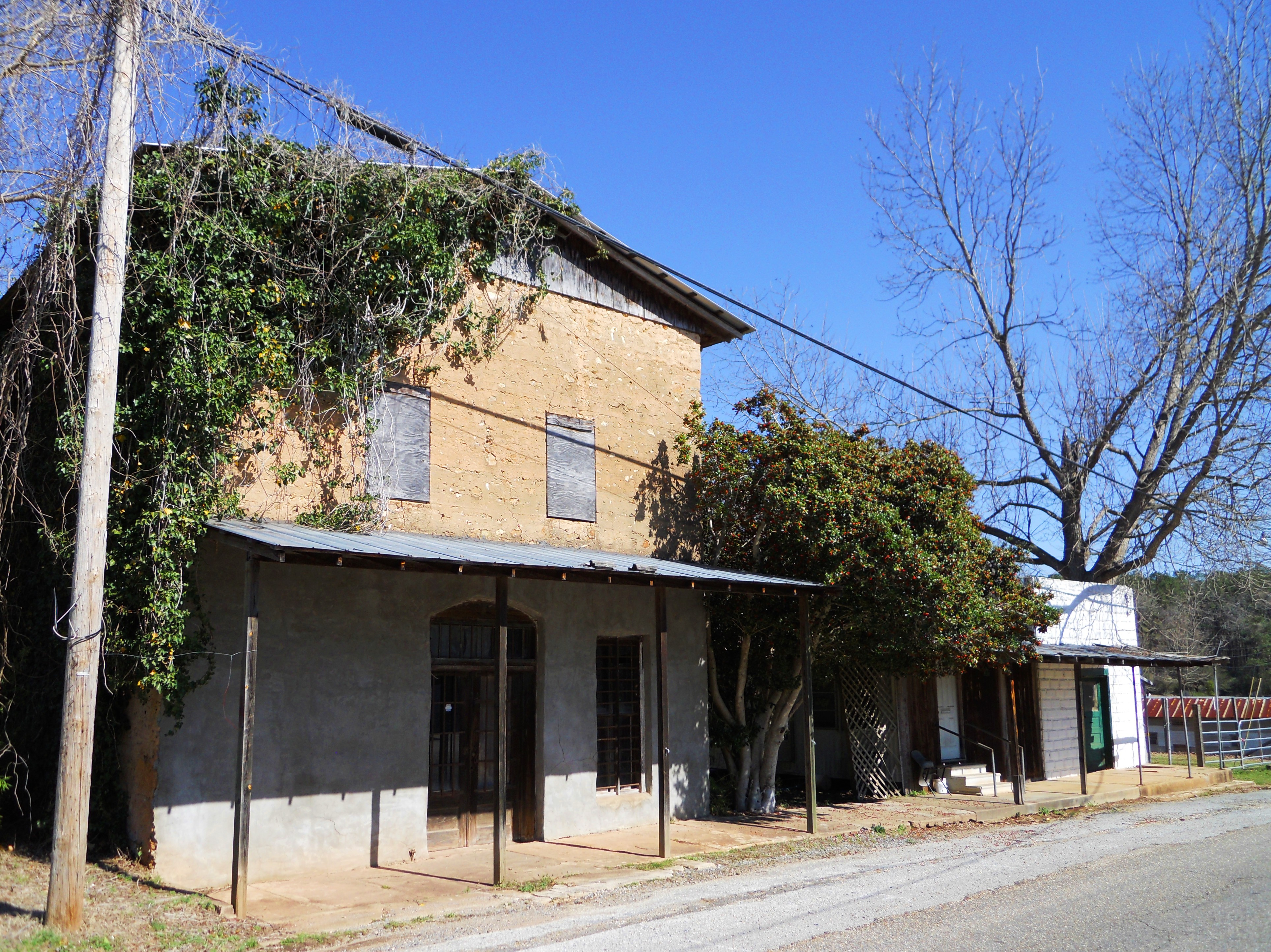
Kellyton, Alabama

Kellyton é um povoado localizado no Condado de Coosa,  Alabama, Estados Unidos. Tem uma população estimada em 217 habitantes, segundo censo de 2010.

## Nome
Kellyton é um nome digamos 'chique' de Keliton que é de origem Celta e significa Rio estreito. Há também com a letra Q Queliton este é nome de origem grego e é um nome mitológico que significa tocador de lira à Zeus.